# Neomochtherus indianus
Neomochtherus indianus är en tvåvingeart som först beskrevs av Ricardo 1919.  Neomochtherus indianus ingår i släktet Neomochtherus och familjen rovflugor. Inga underarter finns listade i Catalogue of Life.